# 二台子街道
二台子街道，是中华人民共和国辽宁省沈阳市大东区下辖的一个乡镇级行政单位。

## 行政区划
二台子街道下辖以下地区：
林韵社区、观泉苑社区、北大营社区、柳邻社区和摩尔社区。